# Mittlere Bewegung
Die mittlere Bewegung oder mittlere tägliche Bewegung n ist die durchschnittliche Winkelgeschwindigkeit eines Objekts auf einer elliptischen Umlaufbahn und wird häufig als eines der Bahnelemente oder Satellitenbahnelemente angegeben.
Objekte im Sonnensystem und Künstliche Satelliten im Erdorbit bewegen sich auf einer elliptischen Umlaufbahn um das Schwerezentrum z. B. der Erde. Während eines Umlaufes variiert wegen der Erhaltung des Drehimpulses die Geschwindigkeit.
Die mittlere Bewegung ist die Winkelgeschwindigkeit eines theoretischen Objektes auf dem Hilfskreis der Satellitenellipse, entspricht aber nicht der mittleren Anomalie nach Kepler, die auf den Perizentrumsdurchgang bezogen ist, sondern bezieht sich auf einen Beobachter auf dem Äquator, also die Uhrzeit. Sie wird in d−1 beziehungsweise rad/d angegeben.

## Herleitung
Um die mittlere Bewegung zu erhalten, misst man die Zeit, die der Satellit für eine Umrundung der Erde benötigt.
Es gilt:
{\displaystyle n={\frac {2\pi }{T}}}
mit
{\displaystyle T} = Umlaufzeit

## Berechnung
Für die mittlere Bewegung gilt
{\displaystyle n={\sqrt {\frac {G\cdot M}{a^{3}}}}}
Die Einheit der mittleren Bewegung ist rad/s.
| {\displaystyle G} | = | Gravitationskonstante        |
| {\displaystyle M} | = | Masse des umkreisten Objekts |
| {\displaystyle a} | = | große Halbachse              |

## Umrechnungen
Ist {\displaystyle n} gegeben, kennt man {\displaystyle T} und die große Halbachse {\displaystyle a}. Wenn auch die numerische Exzentrizität {\displaystyle \varepsilon } bekannt ist, folgt:
| Umlaufzeit            | {\displaystyle T={\frac {2\pi }{n}}}                                 | (1) |
| große Halbachse       | {\displaystyle a={\sqrt[{3}]{\mu \cdot {\frac {T^{2}}{4\pi ^{2}}}}}} | (2) |
| kleine Halbachse      | {\displaystyle b={\sqrt {a^{2}-(\varepsilon \cdot a)^{2}}}}          | (3) |
| Abstand des Perigäums | {\displaystyle r_{\text{Peri}}=a\cdot (1-\varepsilon )}              | (4) |
| Abstand des Apogäums  | {\displaystyle r_{\text{Apo}}=a\cdot (1+\varepsilon )}               | (5) |

## Beispiel
{\displaystyle n={\frac {2\pi }{T}}}
Die Internationale Raumstation ISS hat eine Umlaufzeit von rund 91 Minuten.
{\displaystyle n={\frac {2\pi }{91\,\mathrm {min} }}\approx 1{,}15\cdot 10^{-3}\,{\frac {\mathrm {rad} }{\mathrm {s} }}}
oder
{\displaystyle n={\sqrt {\frac {G\cdot M}{a^{3}}}}}
Die große Halbachse der ISS-Bahn hat eine Länge von rund 6.720 km (Erdradius + Orbithöhe).
{\displaystyle G\cdot M=398200\,\mathrm {km} ^{3}/\mathrm {s} ^{2}} (Gravitationskonstante × Masse der Erde)
{\displaystyle n={\sqrt {\frac {398200\,{\frac {\mathrm {km} ^{3}}{\mathrm {s} ^{2}}}}{(6720\,\mathrm {km} )^{3}}}}\approx 1{,}15\cdot 10^{-3}\,{\frac {\mathrm {rad} }{\mathrm {s} }}}